# Unending (Stargate SG-1)
«Unending» (en España titulado «Interminable») es el último episodio de la décima y última temporada de la serie de televisión Stargate SG-1, y por tanto también el último de la serie, que totalizó así 214 episodios. Escrito y dirigido por Robert C. Cooper, «Unending» se estrenó en el canal británico Sky One el 13 de marzo de 2007, y en el canal estadounidense Syfy el 22 de junio del mismo año. Atrajo 2,2 millones de espectadores en su estreno estadounidense, un éxito de audiencia para el canal.
El episodio comienza con el suicidio a escala global de los Asgard, quienes intentan preservar su legado dándoselo al SG-1 y a la tripulación de la nave Odyssey. Cuando la nave es atacada por otras de combate de los Ori, la teniente coronel Samantha Carter crea un campo de dilatación temporal que acelera el tiempo que transcurre dentro de la nave, pero que detiene el que transcurre fuera de ella. Tardó así cincuenta años en encontrar una defensa contra las armas de los Ori.

## Argumento
Los miembros del SG-1 y el general Hank Landry (Beau Bridges) se encuentran en la nave Odyssey, rumbo al planeta de los Asgard, cuando Thor se transporta a ella para revelarles que tras milenios de manipulación genética, los Asgard están al borde de la extinción por culpa de una enfermedad degenerativa. El SG-1 acepta su ofrecimiento de descargar todo el conocimiento de los Asgard en la Odyssey con el fin de preservar su legado tras el suicidio masivo de dicha raza. Sin embargo, el planeta y la nave terrestre son atacados por los Ori. El planeta de los Asgard, Orilla, explota, y la Odyssey se escapa al planeta con un Stargate operativo más cercano, transportando a casi toda la tripulación a la superficie. Sin embargo, persiste la persecución por parte de los Ori, ya que presuntamente pueden rastrear el núcleo Asgard de la nave. Después de destruir a dos naves Ori, usando los cañones de plasma Asgard, la última nave Ori dispara un potente rayo de energía contra la Odyssey, y la teniente coronel Samantha Carter (Amanda Tapping) activa un campo de dilatación temporal alrededor de la nave que hace que el tiempo se detenga en el exterior, pero siga avanzando en su interior, para dar tiempo al SG-1 y a Landry para encontrar una defensa. 
Los primeros meses a bordo, Vala Mal Doran (Claudia Black) intenta seducir repetidamente a Daniel Jackson (Michael Shanks). Daniel finalmente se enfrenta a Vala, al creer que ella se está riendo de él. Cuando ve que Vala reacciona con sufrimiento ante sus palabras, Daniel se da cuenta de que los sentimientos de ella son sinceros, y se abrazan apasionadamente. Con el paso de los años, cada uno de los personajes intenta encontrar su manera de enfrentarse al aislamiento. Landry desarrolla una afición por la jardinería; Carter aprende a tocar el violonchelo; Daniel prosigue la traducción de la información Asgard en la base de datos y desarrolla su relación con Vala; Cameron Mitchell (Ben Browder) y Teal'c (Christopher Judge) entrenan, mientras Mitchell está cada vez más frustrado y enfadado. Tras muchos años, el general Landry muere debido a su avanzada edad.
Tras cincuenta años, Carter descubre que el poder del rayo de energía de los Ori puede permitir la reversión de tiempo en un campo localizado. Sin embargo, eso implica la pérdida de todas las memorias de los últimos cincuenta años. Teal'c, que al ser un Jaffa tiene una esperanza de vida superior a la de los otros miembros del equipo, se ofrece como voluntario para quedarse atrás e intentar el rescate, protegido dentro de un campo separado de energía. Cuando todo está preparado, desactivan el campo de dilatación temporal y, tras restaurarse la línea temporal normal, Teal'c evita que Carter active el campo de dilatación temporal e inserta un cristal preprogamado para cambiar del núcleo Asgard al ZPM. La Odyssey escapa de la zona antes de ser destruida, salvándose así el SG-1 y el legado de los Asgard.
De vuelta al Comando Stargate, Teal'c se niega a revelar lo sucedido en la nave, para decepción de Vala. Según se acerca el final del episodio, la temporada y la serie, el SG-1 reflexiona en la sala del Stargate sobre las palabras en tono de broma de Teal'c sobre la sabiduría. El general Landry les desea buen viaje, y el SG-1 atraviesa el Stargate en ruta a su siguiente misión.

## Producción
"Unending" es el episodio de Stargate SG-1 número 50 escrito por Robert C. Cooper, y el segundo de la serie dirigido por él mismo. Originalmente, los guionistas anticipaban que la serie sería renovada por una temporada más, y planeaban terminar la temporada con un episodio que no tuviera resolución. Sin embargo, el canal Syfy anunció la cancelación de la serie en agosto de 2006, aproximadamente un mes antes de que "Unending" se escribiera. La cadena se negó a que la serie acabara sin una resolución que posiblemente diera pie a una potencial película, y como los productores no tenían intención de "hacer explotar el Comando Stargate y matar a todo el mundo", el tema y el nombre del episodio se eligieron para dar "una sensación de final sin que fuera un final". Esta decisión permitió que continuaran las teorías conspirativas de los fanes sobre la existencia de un Stargate real bajo la montaña Cheyenne, en Colorado Springs. Se consideró y rechazó la opción de acabar la serie con un episodio dividido en dos partes, ya que Cooper creía que esto habría hecho que el final fuera menos especial. La historia de los Ori de las temporadas 9 y 10 tendría con el tiempo su resolución en Stargate: The Ark of Truth, una película producida tras el final de la serie. El reparto y el equipo sabían para cuando se grabó el último episodio, el 5 de octubre de 2006, que se realizarían más películas.

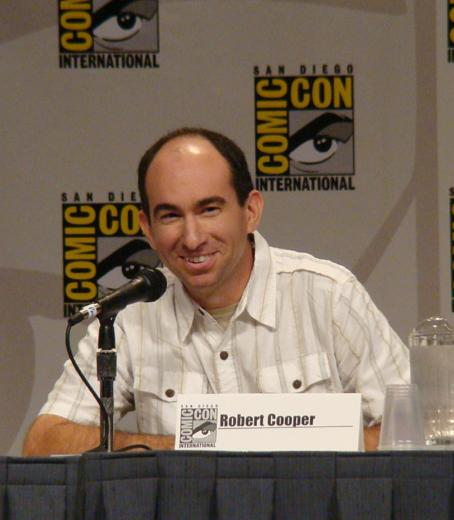
Robert C. Cooper escribió y dirigió "Unending", el último episodio de la serie.

Robert C. Cooper quería que el episodio fuera "un tributo emocional a las diez temporadas que la precedieron" y "el último capítulo del libro —pero no necesariamente de la serie de libros—. Era una oportunidad [...], utilizando la ciencia ficción, de mostrar a la gente una versión de un posible futuro para estos personajes con los que han pasado tanto tiempo y a los que han querido tanto". Al matar a la raza Asgard, Cooper otorgó al episodio un elemento de tragedia que reflejaba sus sentimientos de aquel entonces. El productor Brad Wright quería que todos los personajes tuvieran su momento de gloria en lugar de concentrarse en un único personaje. Debido a las peticiones de los fanes sobre episodios que trataran sobre el equipo del SG-1 en sí, Cooper decidió hacer que los personajes pasaran por varias décadas de vida, para que se viera cómo se desarrollaban y evolucionaban las relaciones entre ellos. Las referencias al episodio de la segunda temporada "The Fifth Race", también escrito por Cooper y considerado como uno de los episodios favoritos de los fanes, son intencionadas, al igual que los recordatorios del episodio de la novena temporada "The Ties That Bind" (la discusión Daniel-Vala) y el de la décima "Line In The Sand" (la solución al uso del rayo de energía Ori). El periodo transcurrido en la nave era inicialmente inferior a cincuenta años, pero la última fase de maquillaje de los actores, que Cooper sólo vio minutos antes de grabar, les hizo parecer tan viejos que le obligaron a aumentar el número de años en el guion.
Cooper originalmente escribió el romance entre Vala y Daniel en "Unending" como una escena de sexo en la que no había confrontación. Claudia Black y Michael Shanks protestaron contra esta historia, ya que Shanks sentía que "ha habido siempre ese trasfondo, mantenido [a Vala] a distancia por su miedo a abrirse demasiado a ella". Cooper reescribió la escena para mostrar la vulnerabilidad de Vala con Daniel, y tener a Daniel compartiendo sus verdaderos sentimientos sobre una relación. Los actores decidieron interpretar la escena de la confrontación lo más genuinamente posible, con ambos personajes ni demasiado metidos en el papel ni demasiado fuera de él. La escena se ensayó numerosas veces y tardó seis horas en grabarse. Sin embargo, Cooper estaba preocupado de que Daniel pareciera demasiado borde y mezquino, aunque sus sentimientos estuvieran motivados por dos años de tormento de Vala y la pérdida de su esposa diez años antes. La frase de Daniel, "Más te vale no estar jugando conmigo", fue realizada por Michael Shanks en una sola toma. Como Cooper prefiere que a las escenas emocionales las siga una risa, la escena inmediatamente posterior muestra a Vala saliendo del cuarto de Daniel, donde se encuentra a un incrédulo Mitchell que estaba haciendo jogging por ahí. Según Cooper, en otra escena Daniel sostenía entre sus brazos a una desconsolada Vala, debido a que ésta había quedado embarazada y había perdido al bebé. En contraste a la relación obvia entre Daniel y Vala, Amanda Tapping y Christopher Judge sutilmente interpretaron sus escenas como si sus personajes también tuvieran una relación romántica entre ellos.
Para dar a la Odyssey una sensación de nave fantasma y solitaria, se emplearon muchas tomas de gran ángulo y se usaron varias extensiones VisFX matte sin música adicional. Robert C. Cooper frecuentemente escuchaba la canción de CCR "Have You Ever Seen the Rain?" durante la realización de este episodio, y decidió ponerlo durante el primer montaje, para mostrar el paso del tiempo. El tono del segundo montaje se montó con un violonchelo. El compositor de Stargate, Joel Goldsmith, posteriormente acompañó los movimientos de manos del violonchelista contratado con una música diferente durante la posproducción. Se grabó un tercer montaje que no fue incluido en el corte final, ya que la última escena en la mesa proporcionaba el sentimiento necesario. Cada período incluía las mismas tomas para ayudar a la audiencia a concentrarse en las diferencias que atravesaban los personajes. La última escena en el Comando Stargate fue la última escena filmada de Stargate SG-1, tomada a las dos de la madrugada, y a la que acudieron todos los miembros del equipo técnico.

## Recepción
La emisión de "Unending" en el canal británico Sky One el 13 de marzo de 2007 consiguió unos 518 000 espectadores, haciendo que Stargate SG-1 fuera el tercer programa más visto de Sky One esa semana. "Unending" atrajo aproximadamente 2.2 millones de espectadores en su emisión en Estados Unidos en el canal Syfy el 22 de junio de 2007, el mejor rendimiento de un episodio de SG-1 desde el 22 de septiembre de 2006.
En general, los críticos estuvieron satisfechos con la conclusión, aunque algunos como Bill Keveney del USA Today sintieron que el episodio no se alejaba mucho de "la fórmula de la serie —una mezcla de aventura de ciencia ficción, relaciones y humor—". Jason Van Horn de IGN disfrutó del humor, "la cantidad de emoción pura y sentida sin control a lo largo de todo el episodio", algo que creyó que servía como símbolo de toda la serie y que permanecerá en la mente del público a través de las reposiciones y los DVD. Dos escenas que consideró "potentes", "devastadoras" y "la guinda del pastel" fueron el desmoronamiento de Mitchell y la seducción de Vala a Daniel mostrando "el principio de una muy larga y amorosa relación". La respuesta emocional de Vala a Daniel se interpretó como un ejemplo del crecimiento de su personaje, mientras que otros sintieron que "la discusión Vala/Daniel [fue] un poquito alterada [aunque] la motivación está clara". La muerte sentida de Landry impactó a algunos críticos, al igual que la resolución a través del heroico sacrificio de Teal'c.
El episodio "inteligente, rompedor", "adecuado" y "altamente satisfactorio" le recordó a Ian Calcutt de hdtvuk.tv el episodio final de Star Trek: The Next Generation, "All Good Things...", mientras que Richard Keller de TV Squad notó fuertes semejanzas con el doble episodio de Star Trek: Voyager, titulado "Year of Hell". Dijo que era "extremadamente triste ver [a la serie] irse", pero que no se podía ignorar la mediocridad, predecibilidad y falta de originalidad del episodio final de la serie. Anthony Brown de TV Zone, que consideró el episodio "curiosamente poco intenso", lamentó las películas planeadas directamente a DVD, ya que "inevitablemente todo el asunto pierde su punch al apretarse el botón para poner todo a cero [...], en lugar de proporcionar la emoción genuina de un auténtico final". Maureen Ryan del The Chicago Tribune pensó que el episodio se despidió "de forma extraña", con una decepcionante "serie de clichés banales" en el intercambio de diálogo final, aunque el reparto y la buena voluntad que inspiran los personajes podía parcialmente subsanarlo. Mary McNamara del Multichannel News alabó la dirección de Cooper, la iluminación, el vestuario, la música y sonido "inquietantes", los valores de la producción y los efectos especiales. Reconoció que el episodio final de SG-1 fue "una auténtica obra de conjunto/equipo" con "una conclusión conmovedora y satisfactoria" y, pese a no entrar en la lista de los diez mejores finales de series, el episodio fue "muy bueno" y "respetó y recompensó los diez años de fidelidad que los espectadores dieron a la serie". David Bianculli del New York Daily Times dio al episodio un 2.5 de 5 y dijo que la franquicia se detuvo "sin previo aviso" con este episodio.